# Atletismo nos Jogos Olímpicos de Verão de 2020 - Revezamento 4x400 m feminino

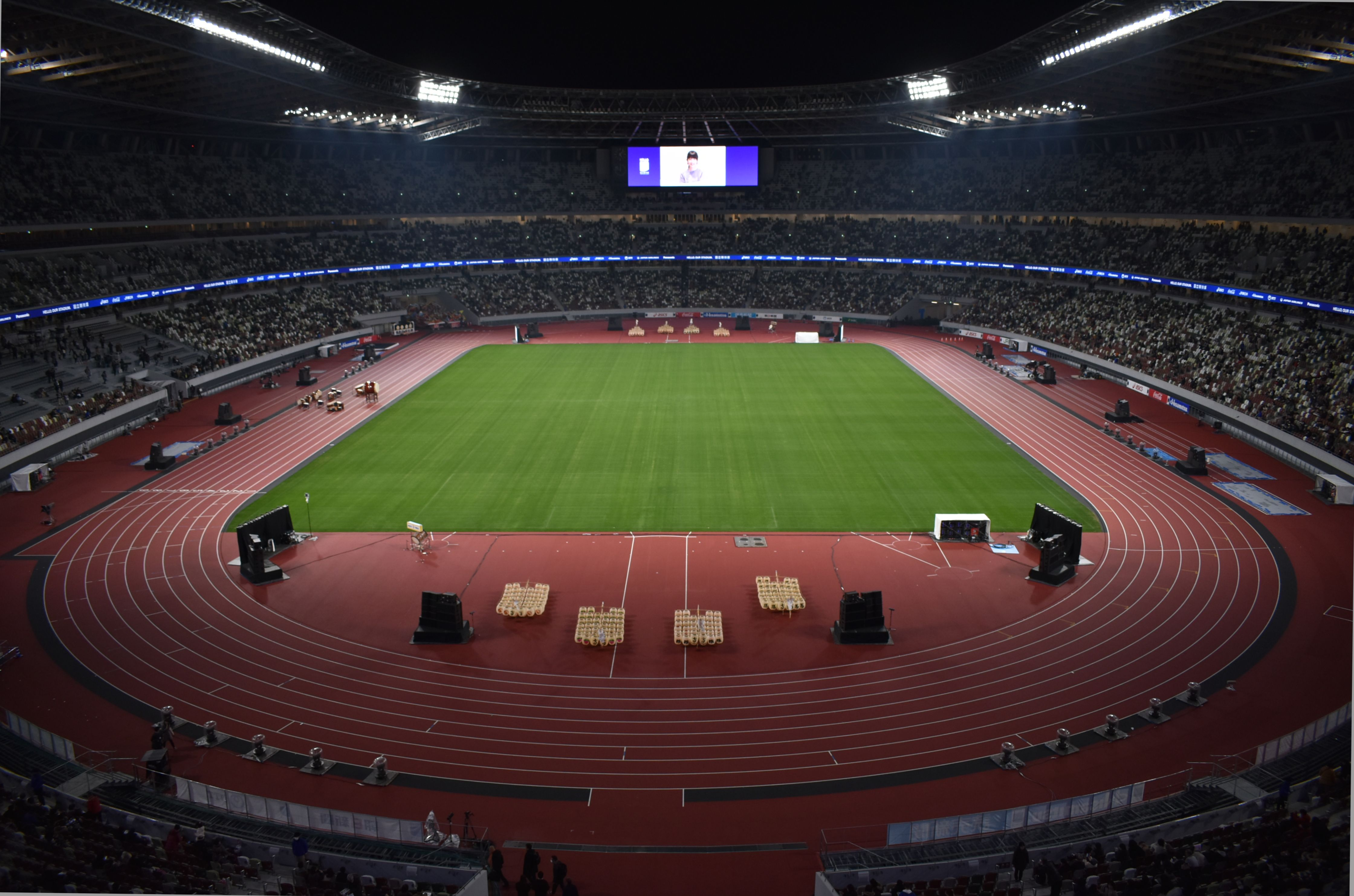
Local do evento

O evento do revezamento 4x400m feminino nos Jogos Olímpicos de Verão de 2020 ocorreu entre os dias 5 e 7 de agosto de 2021 no Estádio Olímpico. Um total de dezesseis equipes de até cinco atletas cada (além de eventuais reservas) participaram.

## Qualificação
Os Comitês Olímpicos Nacionais (CONs) podem qualificar uma equipe de revezamento de uma das três maneiras a seguir:
- Os 8 primeiros CONs do Campeonato Mundial de Atletismo de 2019 qualificaram uma equipe de revezamento.
- Os 8 primeiros CONs no Campeonato Mundial de Revezamentos de 2021 qualificaram uma equipe de revezamento.
- Caso um CON tenha se colocado entre os 8 primeiros tanto no Campeonato Mundial quanto no Mundial de Revezamentos, a vaga foi alocada para o CON melhor ranqueado em 29 de junho de 2021. Foi o caso de quatro equipes, fazendo com que quatro vagas ficassem disponíveis através do ranking mundial.

O período de qualificação foi originalmente de 1 de maio de 2019 a 29 de junho de 2020. Devido à pandemia de COVID-19, o período foi suspenso de 6 de abril de 2020 a 30 de novembro de 2020, com a data final estendida para 29 de junho de 2021. Os padrões de tempo de qualificação poderiam ser obtido em várias competições durante o período determinado que tenham a aprovação da IAAF. Tanto competições ao ar livre quanto em recinto fechado eram elegíveis para a qualificação. Os campeonatos continentais mais recentes podem ser contados no ranking, mesmo que não durante o período de qualificação

## Formato
O evento continua a usar o formato de duas fases (eliminatórias e final) introduzido em 2012. São 2 baterias iniciais, com as 3 primeiras equipes em cada uma e as 2 com os melhores tempos no geral avançando para a final.

## Calendário
Horário local (UTC +9)
| 5 de agosto   | 7 de agosto |
| 19:25         | 21:30       |
| ------------- | ----------- |
| Eliminatórias | Final       |

## Medalhistas
|  | USA Estados Unidos                                                                                                   |  | POL Polônia                                                                                            |  | JAM Jamaica                                                                                             |
|  | Sydney McLaughlin Allyson Felix Dalilah Muhammad Athing Mu Wadeline Jonathas Kendall Ellis Lynna Irby Kaylin Whitney |  | Natalia Kaczmarek Iga Baumgart-Witan Małgorzata Hołub-Kowalik Justyna Święty-Ersetic Anna Kiełbasińska |  | Roneisha McGregor Janieve Russell Shericka Jackson Candice McLeod Junelle Bromfield Stacey-Ann Williams |

## Recordes
Antes desta competição, os recordes mundiais, olímpicos e regionais da prova eram os seguintes:
| Tipo             | Atletas                                                           | Tempo   | Local | Data                 |
| ---------------- | ----------------------------------------------------------------- | ------- | ----- | -------------------- |
| Recorde mundial  | Tatyana Ledovskaya, Olga Nazarova, Mariya Pinigina, Olga Bryzgina | 3:15.17 | Seul  | 1 de outubro de 1988 |
| Recorde olímpico | Tatyana Ledovskaya, Olga Nazarova, Mariya Pinigina, Olga Bryzgina | 3:15.17 | Seul  | 1 de outubro de 1988 |

### Por região
| Área                               | Tempo   | Atletas                                                                    | Nação           |
| ---------------------------------- | ------- | -------------------------------------------------------------------------- | --------------- |
| África                             | 3:21.04 | Olabisi Afolabi, Fatima Yusuf, Charity Opara, Falilat Ogunkoya             | Nigéria         |
| Ásia                               | 3:24.28 | An Xiaohong, Bai Xiaoyun, Cao Chunying, Ma Yuqin                           | China           |
| Europa                             | 3:15.17 | Tatyana Ledovskaya, Olga Nazarova, Mariya Pinigina, Olga Bryzgina          | União Soviética |
| América do Norte, Central e Caribe | 3:15.51 | Denean Howard, Diane Dixon, Valerie Brisco-Hooks, Florence Griffith Joyner | Estados Unidos  |
| Oceania                            | 3:23.81 | Nova Peris-Kneebone, Tamsyn Manou, Melinda Gainsford-Taylor, Cathy Freeman | Austrália       |
| América do Sul                     | 3:26.68 | Geisa Coutinho, Bárbara de Oliveira, Joelma Sousa, Jaílma de Lima          | Brasil          |

Os seguintes recordes nacionais foram estabelecidos durante a competição:
| CON           | Atletas                                                                                 | Rodada        | Tempo   | Notas |
| ------------- | --------------------------------------------------------------------------------------- | ------------- | ------- | ----- |
| Países Baixos | Lieke Klaver, Lisanne de Witte, Laura de Witte, Femke Bol                               | Eliminatórias | 3:24.01 |       |
| Países Baixos | Lieke Klaver, Lisanne de Witte, Laura de Witte, Femke Bol                               | Final         | 3:23.74 |       |
| Bélgica       | Naomi Van Den Broeck, Imke Vervaet, Paulien Couckuyt, Camille Laus                      | Eliminatórias | 3:24.08 |       |
| Bélgica       | Naomi Van Den Broeck, Imke Vervaet, Paulien Couckuyt, Camille Laus                      | Final         | 3:23.96 |       |
| Suíça         | Léa Sprunger, Silke Lemmens, Rachel Pellaud, Yasmin Giger                               | Eliminatórias | 3:25.90 |       |
| Polônia       | Natalia Kaczmarek, Iga Baumgart-Witan, Małgorzata Hołub-Kowalik, Justyna Święty-Ersetic | Final         | 3:20.53 |       |

## Resultados

### Eliminatórias
Regra de qualificação: as 3 primeiras equipes de cada bateria (Q) e as seguintes 2 com tempos mais rápidos (q) avançam a final.

#### Bateria 1
| Pos. | Raia | CON           | Atletas                                                                                 | Reação | Tempo   | Notas                |
| ---- | ---- | ------------- | --------------------------------------------------------------------------------------- | ------ | ------- | -------------------- |
| 1    | 3    | POL Polônia   | Anna Kiełbasińska, Iga Baumgart-Witan, Małgorzata Hołub-Kowalik, Justyna Święty-Ersetic | 0.161  | 3:23.10 | Q                    |
| 2    | 8    | CUB Cuba      | Zurian Hechavarría, Rose Mary Almanza, Sahily Diago, Lisneidy Veitía                    | 0.194  | 3:24.04 | Q,                   |
| 3    | 4    | BEL Bélgica   | Naomi Van Den Broeck, Imke Vervaet, Paulien Couckuyt, Camille Laus                      | 0.139  | 3:24.08 | Q,                   |
| 4    | 5    | GER Alemanha  | Corinna Schwab, Carolina Krafzik, Laura Müller, Ruth Spelmeyer                          | 0.168  | 3:24.77 | Recorde da temporada |
| 5    | 9    | FRA França    | Sokhna Lacoste, Amandine Brossier, Brigitte Ntiamoah, Floria Gueï                       | 0.279  | 3:25.07 | Recorde da temporada |
| 6    | 6    | SUI Suíça     | Léa Sprunger, Silke Lemmens, Rachel Pellaud, Yasmin Giger                               | 0.153  | 3:25.90 | Recorde nacional     |
| 7    | 7    | AUS Austrália | Bendere Oboya, Kendra Hubbard, Ellie Beer, Anneliese Rubie-Renshaw                      | 0.197  | 3:30.61 | Recorde da temporada |
| —    | 2    | BAH Bahamas   | Doneisha Anderson, Megan Moss, Brianne Bethel, Anthonique Strachan                      | 0.297  | —       | DNF                  |

#### Bateria 2
| Pos. | Raia | CON                | Atletas                                                                    | Reação | Tempo   | Notas                |
| ---- | ---- | ------------------ | -------------------------------------------------------------------------- | ------ | ------- | -------------------- |
| 1    | 8    | USA Estados Unidos | Kaylin Whitney, Wadeline Jonathas, Kendall Ellis, Lynna Irby               | 0.177  | 3:20.86 | Q,                   |
| 2    | 9    | JAM Jamaica        | Junelle Bromfield, Roneisha McGregor, Janieve Russell, Stacey-Ann Williams | 0.177  | 3:21.95 | Q,                   |
| 3    | 3    | GBR Grã-Bretanha   | Emily Diamond, Zoey Clark, Laviai Nielsen, Nicole Yeargin                  | 0.169  | 3:23.99 | Q,                   |
| 4    | 7    | NED Países Baixos  | Lieke Klaver, Lisanne de Witte, Laura de Witte, Femke Bol                  | 0.220  | 3:24.01 | q,                   |
| 5    | 6    | CAN Canadá         | Alicia Brown, Sage Watson, Madeline Price, Kyra Constantine                | 0.162  | 3:24.05 | q,                   |
| 6    | 5    | UKR Ucrânia        | Kateryna Klymyuk, Alina Lohvynenko, Viktoriya Tkachuk, Anna Ryzhykova      | 0.173  | 3:24.50 | Recorde da temporada |
| 7    | 4    | ITA Itália         | Benedicta Chigbolu, Alice Mangione, Petra Nardelli, Rebecca Borga          | 0.150  | 3:27.74 | Recorde da temporada |
| 8    | 2    | BLR Bielorrússia   | Aliaksandra Khilmanovich, Yuliya Bliznets, Elvira Herman, Asteria Limai    | 0.214  | 3:33.00 |                      |

### Final
A final foi disputada em 7 de agosto, às 21:30 locais.
| Pos.              | Raia | CON                | Atletas                                                                                 | Reação | Tempo   | Notas                |
| ----------------- | ---- | ------------------ | --------------------------------------------------------------------------------------- | ------ | ------- | -------------------- |
| Medalha de ouro   | 7    | USA Estados Unidos | Sydney McLaughlin, Allyson Felix, Dalilah Muhammad, Athing Mu                           | 0.145  | 3:16.85 | Recorde da temporada |
| Medalha de prata  | 4    | POL Polônia        | Natalia Kaczmarek, Iga Baumgart-Witan, Małgorzata Hołub-Kowalik, Justyna Święty-Ersetic | 0.183  | 3:20.53 | Recorde nacional     |
| Medalha de bronze | 5    | JAM Jamaica        | Roneisha McGregor, Janieve Russell, Shericka Jackson, Candice McLeod                    | 0.192  | 3:21.24 | Recorde da temporada |
| 4                 | 3    | CAN Canadá         | Alicia Brown, Madeline Price, Kyra Constantine, Sage Watson                             | 0.179  | 3:21.84 | Recorde da temporada |
| 5                 | 9    | GBR Grã-Bretanha   | Ama Pipi, Jodie Williams, Emily Diamond, Nicole Yeargin                                 | 0.163  | 3:22.59 | Recorde da temporada |
| 6                 | 2    | NED Países Baixos  | Lieke Klaver, Lisanne de Witte, Laura de Witte, Femke Bol                               | 0.207  | 3:23.74 | Recorde nacional     |
| 7                 | 6    | BEL Bélgica        | Naomi Van Den Broeck, Imke Vervaet, Paulien Couckuyt, Camille Laus                      | 0.173  | 3:23.96 | Recorde nacional     |
| 8                 | 6    | CUB Cuba           | Zurian Hechavarría, Rose Mary Almanza, Sahily Diago, Lisneidy Veitía                    | 0.219  | 3:26.92 |                      |

Legenda
| Recorde mundial      | Recorde mundial (World record)               |                       | Recorde africano                      | Recorde africano (African) |                                           | Q | Classificado por posição (Qualified) |
| Recorde olímpico     | Recorde olímpico (Olympic record)            | Recorde da América    | Recorde da América (Americas)         | q                          | Classificado por melhor tempo (Qualified) |   |                                      |
| Melhor marca do ano  | Melhor marca do ano (World leading)          | Recorde asiático      | Recorde asiático (Asian)              | DNS                        | Não largou (Did not start)                |   |                                      |
| Recorde nacional     | Recorde nacional (National record)           | Recorde europeu       | Recorde europeu (European)            | DNF                        | Não terminou (Did not finish)             |   |                                      |
| Recorde pessoal      | Recorde pessoal do atleta (Personal best)    | Recorde da Oceania    | Recorde da Oceania (Oceania)          | DSQ / DQ                   | Desclassificado (Disqualified)            |   |                                      |
| Recorde da temporada | Recorde da temporada do atleta (Season best) | Recorde sul-americano | Recorde sul-americano (South America) | NM                         | Sem marca (No mark)                       |   |                                      |